# Magellania fragilis
Magellania fragilis is een soort in de taxonomische indeling van de armpotigen (Brachiopoda). 
Het dier behoort tot het geslacht Magellania en behoort tot de familie Terebratellidae. De wetenschappelijke naam van de soort werd voor het eerst geldig gepubliceerd in 1907 voor het eerst wetenschappelijk door Smith.